# أنتوني جوردن
أنتوني جوردن (بالإنجليزية: Antony Jordan)‏ هو لاعب كرة قدم أمريكية أمريكي، ولد في 19 ديسمبر 1974 في Sewell, New Jersey ‏ في الولايات المتحدة.